# Friedrich Barthol von Bielen
Friedrich Barthol von Bielen (* Dezember 1653 in Auleben; † 28. Dezember 1708 in Rudolstadt) war gräflich-schwarzburgischer Gemeinschaftsberghauptmann, auch Rat und Amtmann zu Leutenberg und zuletzt schwarzburg-rudolstädtischer Kammerdirektor.
Er stammte aus dem thüringischen Adelsgeschlecht Bila, nannte sich selbst aber nach dem Stammsitz Bielen bei Nordhausen. Er war der Sohn von Georg Thilo von Biela und wurde in Auleben in der Goldenen Aue geboren, wo sein Vater mehrere Rittergüter besaß. Er schlug keine Militär-, sondern eine Beamtenlaufbahn im Dienst der Grafen von Schwarzburg ein und stieg bis zum Kammerdirektor auf. 1695 erhielt er das Alt-Bielasche Gut in Berga als Pfand, dass es später auch ganz in Besitz nehmen konnte. Da er ohne männliche Nachkommen starb, fielen seine Lehngüter nach seinem Tod 1708 an den Bruder Heimart Wilhelm von Biela.
Anlässlich der Beerdigung von Friedrich Barthol von Biela erschien die gehaltene Leichenpredigt in Druck.